# Грант (Толмин)
Грант (словен. Grant, итал. Grandi) је насељено место у општини Толмин, Горишка регија, Словенија.

## Историја
До територијалне реорганизације у Словенији био је у саставу старе општине Толмин.

## Становништво
У попису становништва из 2011. године, Грант је имао 17 становника.
| Број становника према пописима | Број становника према пописима | Број становника према пописима |
| ------------------------------ | ------------------------------ | ------------------------------ |
| 1991                           | 2002                           | 2011                           |
| 34                             | 24                             | 17                             |